# Amphitryon (Plaute)
Pour les articles homonymes, voir Amphitryon (homonymie).
 (décembre 2023).
Si vous disposez d'ouvrages ou d'articles de référence ou si vous connaissez des sites web de qualité traitant du thème abordé ici, merci de compléter l'article en donnant les références utiles à sa vérifiabilité et en les liant à la section « Notes et références ».
Amphitryon (en latin : Amphitruo) est une pièce de théâtre en cinq actes de Plaute créée en 187 av. J.-C. Elle s’inspire des mythes du cycle thébain sur Amphitryon.

## Argument

### Prologue
Fait par Mercure dans un long monologue, il incite les spectateurs à écouter attentivement la pièce s’ils veulent qu’un jour il les aide dans leurs commerces. Ainsi, il explique que la pièce est une tragi-comédie car s’y trouvent des dieux, des héros, des scènes mythologiques, mais aussi des esclaves, des situations cocasses (souvent des quiproquos). C'est la première fois dans l'Histoire littéraire que cette expression générique est utilisée. Lors de ce monologue, Plaute nous fait croire que c’est le vrai Jupiter qui va jouer, encore une façon d’avoir un public silencieux et respectueux. Mercure nous explique la pièce, le projet de son père Jupiter, c’est la véritable scène d’exposition dans cette œuvre.
Cette pièce se caractérise par son originalité. Elle reprend en effet une histoire mythologique pour l'introduire dans une farce. Le trio Jupiter-Alcmène-Amphitryon correspond ainsi au trio traditionnel du genre de la farce, l'amant-la maitresse-le mari trompé.

## Particularités
- On sait aussi que deux scènes de l'acte IV ont été perdues, sans incidence pour l’intrigue[1] car il s'agit d'une empoignade entre Mercure, Jupiter et Amphitryon.
- Dans la scène 1 de l’acte II, Amphitryon s'exclame :

« Qu'est-ce à dire ? Comment ? Par Hercule, coquin, je t'arracherai ta coquine de langue ! »

Alors qu'Hercule n'est pas encore né puisqu'il naît de Jupiter et d'Alcmène dans l'acte V.
À rajouter aussi que les Romains méprisaient entre autres le caractère des personnages grecs, Plaute a recours à son inventivité pour les « romaniser »...

## Postérité
Cette pièce inspira Molière pour son Amphitryon.